# Dorfkirche Ragow

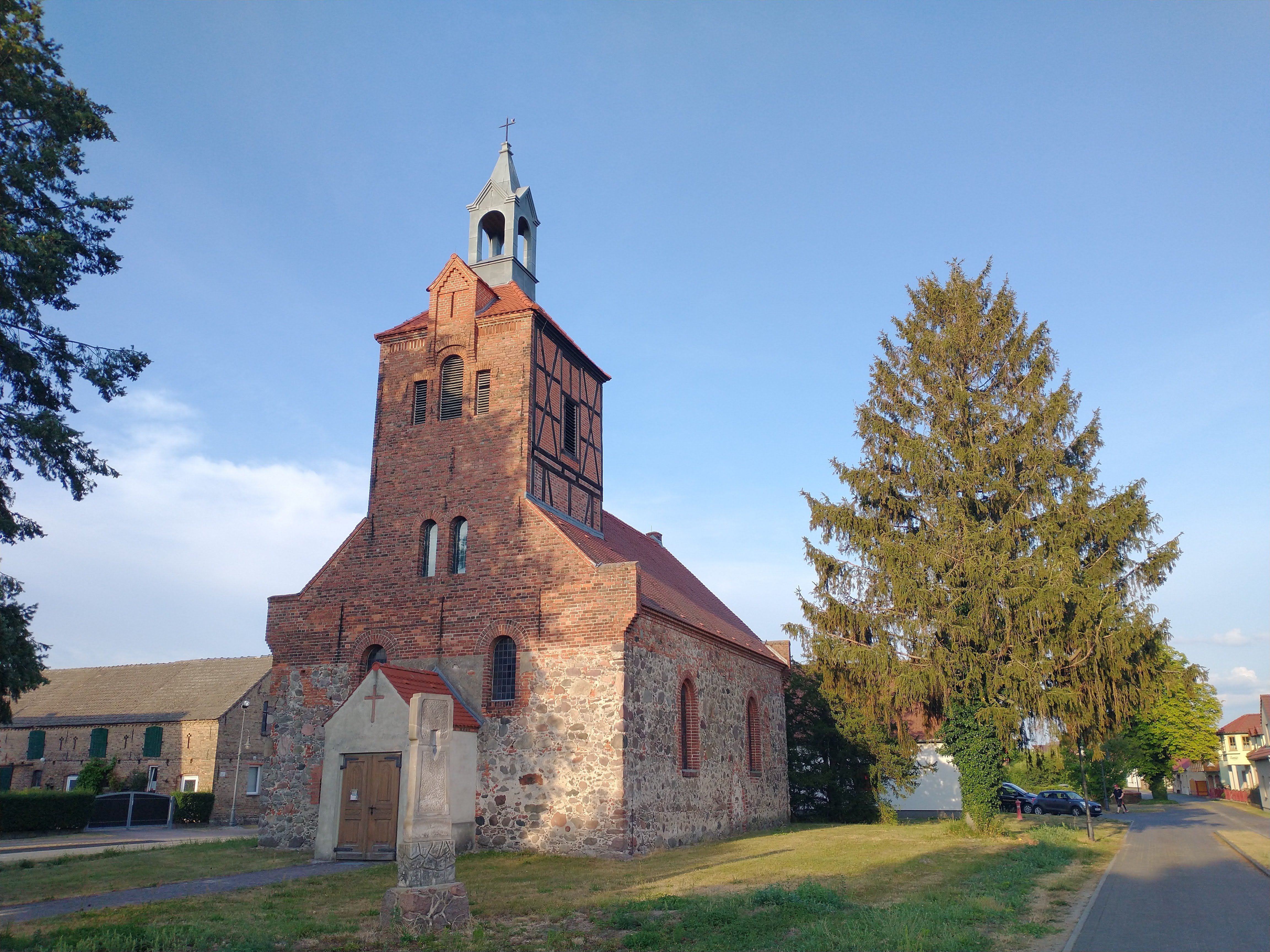
Dorfkirche Ragow

Die evangelische, denkmalgeschützte Dorfkirche Ragow steht in Ragow, einem Gemeindeteil der Gemeinde Ragow-Merz im Landkreis Oder-Spree von Brandenburg. Die Kirche gehört zum Kirchenkreis Oderland-Spree der Evangelischen Kirche Berlin-Brandenburg-schlesische Oberlausitz.

## Beschreibung
Die Feldsteinkirche stammt im Kern aus dem späten Mittelalter. Im 18. Jahrhundert wurde an das Langhaus im Osten eine Sakristei angebaut, unter der sich eine Gruft befindet. Unter dem bauchigen Korb der barocken Kanzel befindet sich der Zugang zur Gruft. In der zweiten Hälfte des 19. Jahrhunderts wurde dem Satteldach des Langhauses im Westen ein quadratischer Dachturm aus Holzfachwerk und Backsteinen aufgesetzt, aus dessen Helm in Form eines Pyramidenstumpfes sich ein quadratischer, offener Dachreiter erhebt. Außerdem wurde an der Westwand ein Anbau für das Portal angefügt.
Im Innenraum wurde eine Empore errichtet, auf der die ursprünglich zwischen 1860 und 1866 von Wilhelm Sauer errichtete Orgel steht. Deren Pfeifenwerk stammt allerdings zu großen Teilen aus einer anderen Orgel und wurde später eingesetzt.